# Сборная Венгрии по регби
Сборная Венгрии по регби представляет Венгрию в международных матчах по регби-15 высшего уровня. Команда управляется Венгерским регбийным союзом (венг. Magyar Rögbi Szövetség). Участвует в отборочных турнирах к чемпионатам мира начиная с кампании 1995 года. В сезоне 2012/14 выступает в дивизионе 2C Кубка европейских наций. Венгрия занимает 68-е место в мировом рейтинге IRB.

## История
Первый матч сборной состоялся в 1990 году: венгры принимали регбистов ГДР в Эрде. По итогам встречи победа досталась немцам (7:3). До этого венгры провели несколько неофициальных матчей, в частности, со сборной Австрии 1 мая 1983 года.
В рамках отбора к чемпионату мира 1995 года сборная уступила Израилю. В следующем цикле венгры выиграли у Литвы и Люксембурга, но проиграли Андорре и Швеции. В преддверии кубка 2003 года венгры взяли реванш у Андорры и одолели болгар. Тем не менее, поражения от Боснии и Герцеговины, Югославии и Швейцарии не позволили сборной продолжить борьбу за выход в финальную часть. Очередная отборочная кампания стала худшей в истории команды: Венгрия проиграла все четыре матча, в том числе крупно уступила Испании.
На эмблеме сборной присутствует мифологический олень Чодасарваш (венг. Csodaszarvas). В матче 1983 года против Австрии венгры, предположительно, играли в белых регбийках с чёрной или зелёной полосой, чёрных шортах и чёрных или зелёных носках с белым верхом. Сейчас основная форма регбистов включает красные регбийки с зелёными рукавами, красные шорты и зелёные носки — данная палитра соответствует цветам национального флага.

## Результаты
По состоянию на 17 июня 2013 года.
| Соперник             | Матчи | Победы | Поражения | Ничьи | Доля побед |
| -------------------- | ----- | ------ | --------- | ----- | ---------- |
| Австрия              | 12    | 7      | 5         | 0     | 58 %       |
| Андорра              | 4     | 1      | 3         | 0     | 25 %       |
| Армения              | 1     | 0      | 1         | 0     | 0 %        |
| Болгария             | 6     | 5      | 1         | 0     | 83 %       |
| Босния и Герцеговина | 4     | 3      | 1         | 0     | 75 %       |
| ГДР                  | 1     | 0      | 1         | 0     | 0 %        |
| Дания                | 4     | 1      | 3         | 0     | 25 %       |
| Израиль              | 4     | 1      | 3         | 0     | 25 %       |
| Испания              | 1     | 0      | 1         | 0     | 0 %        |
| Латвия               | 2     | 0      | 2         | 0     | 0 %        |
| Литва                | 6     | 2      | 4         | 0     | 33 %       |
| Люксембург           | 2     | 2      | 0         | 0     | 100 %      |
| Мальта               | 1     | 0      | 1         | 0     | 0 %        |
| Молдова              | 3     | 0      | 3         | 0     | 0 %        |
| Монако               | 1     | 0      | 1         | 0     | 0 %        |
| Норвегия             | 5     | 5      | 0         | 0     | 100 %      |
| Сербия               | 3     | 1      | 2         | 0     | 33 %       |
| Словения             | 11    | 4      | 7         | 0     | 36 %       |
| Украина              | 1     | 0      | 1         | 0     | 0 %        |
| Хорватия             | 4     | 0      | 4         | 0     | 0 %        |
| Швейцария            | 1     | 0      | 1         | 0     | 0 %        |
| Швеция               | 1     | 0      | 1         | 0     | 0 %        |
| Всего                | 78    | 32     | 46        | 0     | 41 %       |